# سنجاب سه‌رنگه
سنجاب سه‌رنگه (نام علمی: Callosciurus notatus) نام یک گونه از سرده زیباسنجاب‌ها است.